# PYL Younique Volume 1
PYL Younique Volume 1 é um CD single lançado em outubro de 2012 por vários artistas da SM Town. É o primeiro projeto de colaboração entre a empresa de auto-móvel Hyundai e a gravadora SM Entertainment.
O álbum contém três singles digitais, "Lookin'" por BoA com a participação de The Quiett, "My Lifestyle" por Jessica Jung com a participação de Dok2, e "Maxstep" por Younique Unit que inclui Eunhyuk do Super Junior, Hyoyeon do Girls' Generation, Henry Lau do Super Junior-M, Luhan do EXO-M, Taemin do SHINee e Kai do EXO-K.

## Lista de faixas
| N.º            | Título                       | Letras         | Música                   | Artista        | Duração |  |
| 1.             | "Lookin'" (feat. The Quiett) | Junggigo       | Stella Attar, Will Simms | BoA            | 2:49    |  |
| 2.             | "My Lifestyle" (feat. Dok2)  | ?              | ?                        | Jessica Jung   | 3:06    |  |
| 3.             | "Maxstep"                    | Yoo Young-jin  | Yoo Young-jin            | Younique Unit  | 3:47    |  |
| Duração total: | Duração total:               | Duração total: | Duração total:           | Duração total: | 9:42    |  |

## Desempenho nas paradas
| Lançamento            | Single         | Artista              | Melhores posições | Melhores posições | Notas |
| Lançamento            | Single         | Artista              | KOR               | USA               | Notas |
| Lançamento            | Single         | Artista              | Gaon              | Billboard         | Notas |
| --------------------- | -------------- | -------------------- | ----------------- | ----------------- | ----- |
| 16 de outubro de 2012 | "Lookin'"      | BoA feat. The Quiett | 19                | 44                | [ 5 ] |
| 18 de outubro de 2012 | "My Lifestyle" | Jessica feat. Dok2   | 34                | 30                | [ 6 ] |
| 31 de outubro de 2012 | "Maxstep"      | Younique Unit        | —                 | —                 | [ 7 ] |